# 若生謙二
若生 謙二（わこう けんじ、1954年 - ）は、日本の造園学者。動物園研究者。大阪府出身。大阪芸術大学芸術学部環境デザイン学科長・教授。

## 略歴
- 1976年、信州大学農学部旧林学科卒業。
- 1978年、同大学院農学研究科修士課程修了。
- 1993年、「日米における動物園の発展過程に関する研究」で東京大学より農学博士の学位を取得。印刷会社に勤務しながら、動物観・動物園研究、自然風景式庭園研究、ニューヨークのセントラルパーク等の研究に取り組む。
- 1994年、大阪芸術大学環境計画学科助教授に就任。
- 1995年、大阪市天王寺動物園の将来構想「ZOO21」計画を立案。以後この計画の実現にとりくむとともに、生態展示を踏まえた斬新な動物園デザインを手がける。
- 1999年、天王寺動物園再整備計画で日本造園学会賞受賞。
- 2000年、ハーバード大学ダンパートンオークス研究所において在外研究に従事。
- 2007-2008年、日本造園学会常務理事学術委員長に就任。
- 2008-2009年、ヒトと動物の関係学会常任理事事務局長に就任。

## 天王寺動物園との関係
1988年に開場した東京ドームの成功を受け、大阪財界も多目的ドームの建設を計画。建設用地の選定にあたった多目的ドーム建設検討委員会は1990年、西区の岩崎橋地区、此花区の住友金属工場跡地（現・ユニバーサル・スタジオ・ジャパン）とともに、天王寺公園をドーム建設候補地の一つに選んだ。
藤井寺球場から本拠地を移転することになる近鉄バファローズにとっては、この3案のうち、大阪阿部野橋駅に近く、自社系列の近鉄百貨店やあべのアポロなどの商業施設が集中する「天王寺公園案」を支持した。
それに対し大阪市は、ドーム建設によって公園面積が縮小するだけでなく、園内にある天王寺動物園の移転先の確保や、移転にかかる膨大な費用を理由に天王寺公園案に難色を示した。また、地元住民や新世界などの地元商店主も動物園の移転に反対したため、天王寺公園案は断念することになった。
これを機に、天王寺動物園は今後の方向性を明確に示す必要があると考え、動物園学の第一人者である若生に園の改革を依頼。これを受け、若生が発案したのが「ZOO21」計画である。計画は順調に進み、現在、天王寺動物園は「最も動物の生態が見られる動物園」として名を馳せている。

## 嵐山鵜飼観光文化振興協会の鵜小屋の設計

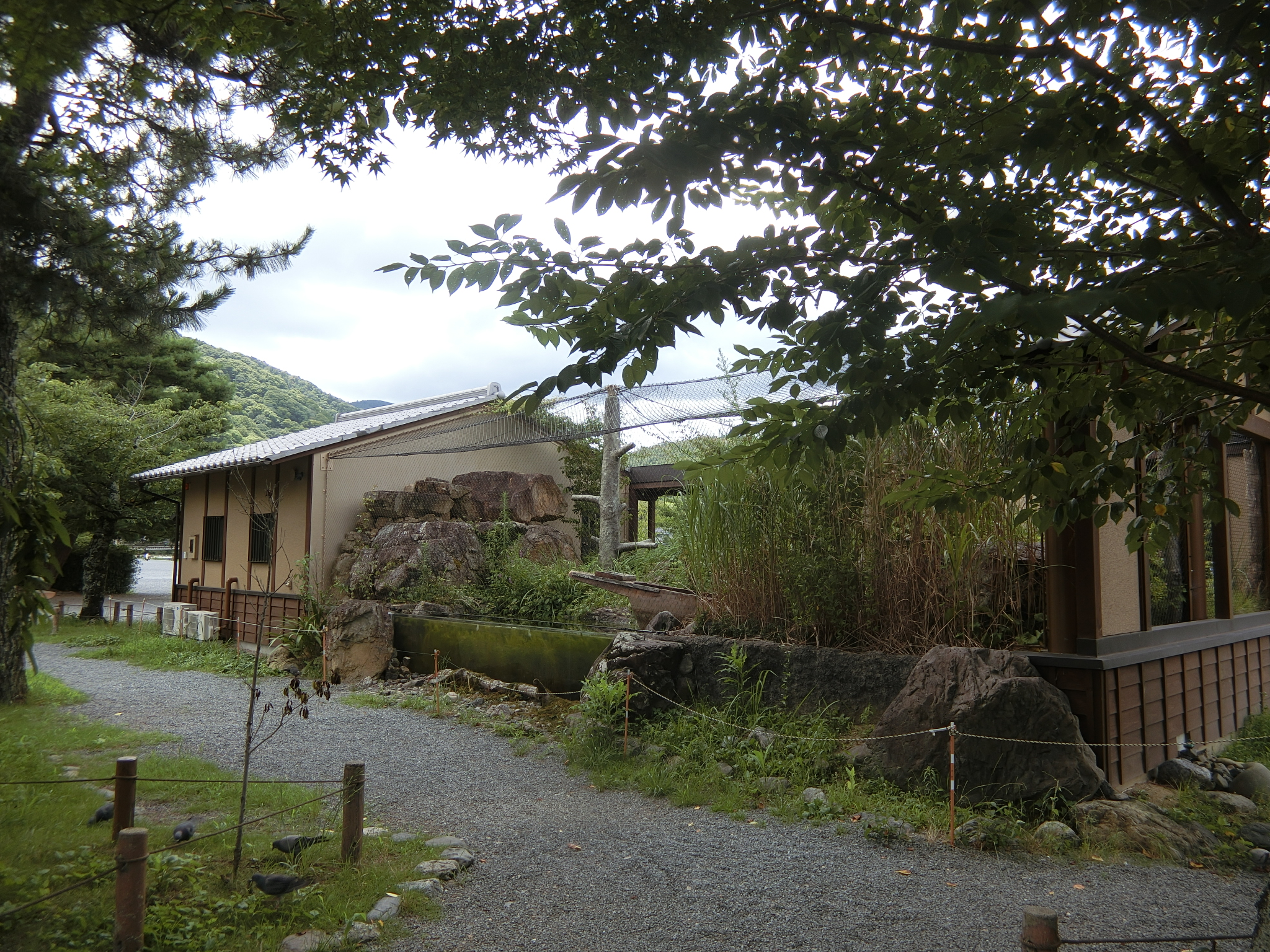
鵜小屋

2017年「嵐山通船」が鳥インフルエンザの感染により多数の鵜が死亡してしまい、事業の継続が困難な状態に陥ったとき山階鳥類研究所の奥野卓司博士、門川大作京都市長が肝煎りとなり、秋篠宮文仁親王を名誉総裁を推戴し、2018年鵜飼文化の振興を目的に嵐山鵜飼観光文化振興協会が設立された。協会の看板事業として右京区嵐山（中之島公園）に感染症対策を強化した新しい鵜小屋の建設されることになりそのデザイン設計において若生に白羽の矢が立てられた。屋根を大胆にカットし、外から鵜の生態を観察できる意匠の斬新な近代和風建築であり若生の代表作の一つである。

## 著書
- 『動物園革命』岩波書店 2010

### 翻訳
- エリザベス・バーロー・ロジャーズ『よみがえるセントラルパーク 管理と復元計画』ソフトサイエンス社 1994